# Warna-Kultur

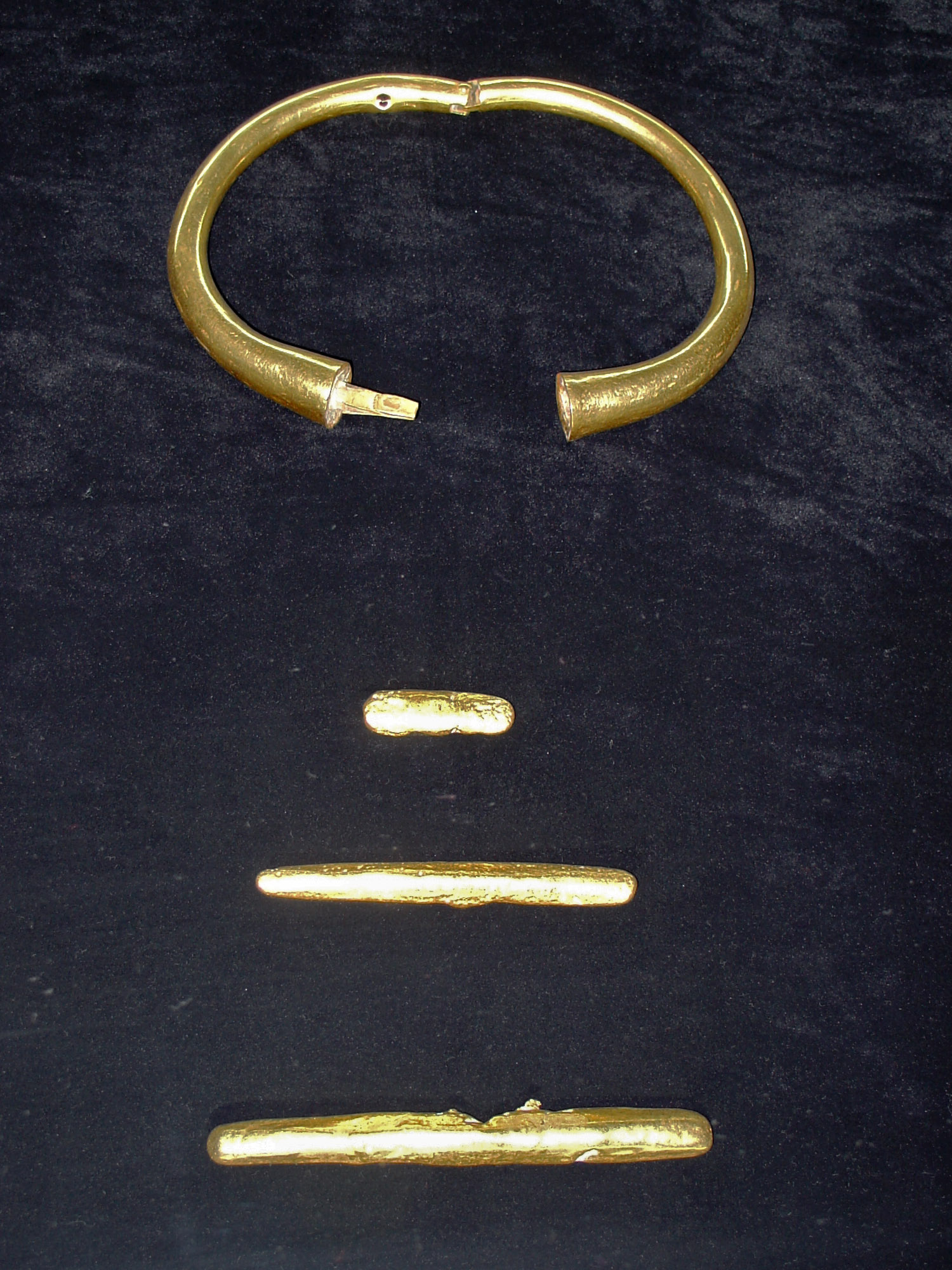
Goldschmuck aus dem Gräberfeld von Warna. Archäologischen Museum Warna

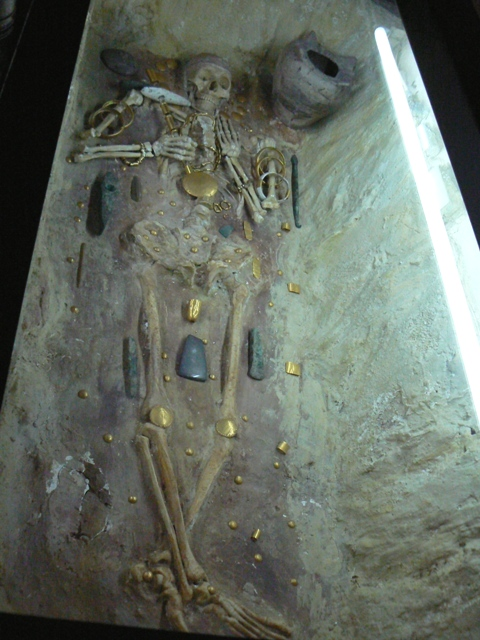
Rekonstruktion von Grab 43 im Archäologischen Museum Warna. Männliche Bestattung mit Beigaben aus reinem Gold

Die Warna-Kultur (auch Varna-Kultur geschrieben, bulgarisch Варненска култура / Warnenska kultura) ist eine Kulturform in Nordbulgarien aus dem Ende der Kupferzeit (4400 bis 4100 v. Chr. – entspricht der Karanowo-Kultur VI), benannt nach dem Gräberfeld im Westen der bulgarischen Großstadt Warna. Bei der Warna-Kultur handelt es sich mit großer Wahrscheinlichkeit um eine lokale Variante der prähistorischen Karanowo-Kultur (bulgarisch: Карановска култура), benannt nach dem gleichnamigen Siedlungshügel nahe dem Dorf Karanowo (bulgarisch Караново), Bezirk Sliwen in Südbulgarien.

## Besonderheiten
Typisch für die Warna-Kultur sind reiche Grabbeigaben, sowie eine feine Keramik mit glänzender, polierter Oberfläche, die wahrscheinlich mit der Töpferscheibe hergestellt wurde. Das imposanteste Zeugnis der Warna-Kultur ist das Gräberfeld von Warna mit seinen reichen Grabbeigaben aus der Kupfersteinzeit. Ebenso gibt es einen Komplex mit archäologischen Funden dieser Kultur in Durankulak, der hauptsächlich aus einem Dorf aus der Jungsteinzeit besteht und auch 1200 Gräber umfasst. Diese Gräber stellen den größten prähistorischen Schatz in Südosteuropa dar. Bemerkenswert ist, dass die dortigen Häuser auf hohen Steinfundamenten errichtet wurden. Die Bewohner der nordwestlichen Schwarzmeerregion waren eine hochentwickelte Gemeinschaft, deren Traditionen womöglich auch in das kulturelle Erbe der thrakischen Kultur einflossen.
Für die Menschen der Warna-Kultur war das Schwarze Meer der Hauptverbindungsweg für Handelsbeziehungen. Das Meer ermöglichte es ihnen, Beziehungen zu Bevölkerungsgruppen in entfernteren Gegenden aufrechtzuerhalten. Die Nähe zum Meer spielte eine Rolle für die wirtschaftliche und soziale Entwicklung der Bewohner aus der Epoche der Warna-Kultur. Über das Schwarze Meer wurden Kontakte in das südliche Bessarabien möglich und zu den Stämmen zwischen den Flüssen Pruth und Dnjester. Alle Anzeichen deuten darauf hin, dass die Warna-Kultur eine der ersten Zivilisationen in Europa war. Sie verschwindet etwa gleichzeitig mit dem Zusammenbruch des Gumeniţa-Kodžadermen-Karanovo-VI Komplexes mit seiner kunstvollen Keramik und dem Auftauchen von Hügelgräbern, schlichter Keramik, Bronzetechnik, u. a. Dies alles deutet stark auf die Einwanderung von Steppennomaden, möglicherweise der späteren indogermanischen Balkangruppe.

## Bedeutung der Warna-Kultur
Für die Wissenschaft ist die Warna-Kultur insofern von Bedeutung, als sie zum einen als die weltweit früheste Kulturform gilt, welche bereits in der Kupferzeit sozial und technisch so weit entwickelt war, dass sie Gold gewinnen und bearbeiten konnte. Enorme Tragweite hat zum anderen die Tatsache, dass das Gräberfeld von Warna die bisher ältesten bekannten Hinweise auf eine deutlich ausgeprägte soziale Differenzierung (Vertikale Differenzierung) sowie auf die Existenz einer Oberschicht enthält.
Die Datierung der Gräber in der Kupferzeit zwischen 4600 und 4200 v. Chr. wurde 2004 durch AMS-Radiokohlenstoffdatierung erneut bestätigt.

## Ausstellung
Einige der archäologischen Artefakte der Warna-Kultur sind Teil der Dauerausstellungen im Archäologischen Museum Warna und im Nationalen Historischen Museum Sofia.